# Bałamutiwka (obwód czerniowiecki)
Bałamutiwka (ukr. Баламутівка) – wieś na Ukrainie, w obwodzie czerniowieckim, w rejonie czerniowieckim, nad Onutem. W 2001 roku liczyła 1786 mieszkańców.